# Mohamed Bouazizi
Tariq Tayyib Mohammed Bouazizi (àrab: طارق الطيب محمد البوعزيزي, Ṭāriq aṭ-Ṭayyib Muḥammad al-Būʿazīzī), més conegut com a Mohammed Bouazizi (Sidi Bou Zid, 29 de març de 1984 - Ben Arous, 4 de gener de 2011), l'anomenat «pare de la Revolució de Tunísia» i, posteriorment, de tota la franja nord d'Àfrica, nomenat per alguns mitjans com: «el màrtir que va venir amb la primavera», va ser un jove tunisià, venedor ambulant, que es va suïcidar cremant-se a l'estil bonze davant d'un edifici del govern en protesta per les condicions econòmiques, la corrupció institucional i el tracte rebut per la policia. La seva immolació va desencadenar la revolta popular de 2010 i 2011, que va provocar la fugida del dictador Zine El Abidine Ben Alí. El 2011 va rebre el Premi Sàkharov per la Llibertat de Consciència, al costat d'Asmaa Mahfouz, Ahmed al Zubair Ahmed al Sanusi, Razan Zaitouneh i Ali Farzat pel seu important paper a la primavera àrab.